# أيلتون جونيور
جوزيه جونيور بيريرا أيلتون (بالبرتغالية: Jose Junior Pereira Ailton) الشهير باسم أيلتون جونيور (ولد في 23 يوليو 1987 في ساوباولو، البرازيل) لاعب كرة قدم برازيلي يجيد اللعب في مركز قلب الدفاع كما يجيد اللعب في مركز الظهير الأيسر والوسط المدافع. يلعب حاليا لصالح البديع الذي ينافس في الدوري البحريني الممتاز منذ 2017.

## المسيرة الرياضية

### الأندية
نشأ أيلتون جونيور في سانتوس وتم تصعيده للفريق الأول في عام 2005 ولكنه طوال موسمين لم يستطع أن يلعب أي مباراة وبالتالي قرر الموافقة على الانتقال إلى توبي في الدرجة الثالثة في 1 يوليو 2007. في موسمه الأول احتل توبي المركز الرابع الأخير في المجموعة 11 وبالتالي خرج من منافسات البطولة. في موسمه الثاني والأخير احتل توبلي المركز الثالث في المجموعة 13 برصيد 7 نقاط وخرج من منافسات البطولة مجددا.
في 1 فبراير 2009 انتقل أيلتون جونيور من توبي إلى كابوسفار المجري في صفقة انتقال حر. في بطولة البطولة الوطنية المجرية 2008–09 ساهم في احتلال كابوسفار المركز التاسع برصيد 40 نقطة وهو ما يعد تراجعا في المستوى حيث احتل في الموسم السابق المركز الخامس. وفي بطولة كأس دوري المجر لعب المباراة الأخيرة في دور المجموعات حيث فاز بنتيجة 2-1 ليحتل كابوسفار المركز الثالث في المجموعة الثالثة برصيد 19 نقطة بفارق نقطة واحدة عن صاحب المركز الثاني المؤهل إلى الدور الربع النهائي.
في موسمه الثاني 2009-2010 وفي بطولة البطولة الوطنية المجرية 2009–10 ساهم في احتلال كابوسفار المركز الثاني عشر برصيد 32 نقطة بفارق خمس نقاط عن منطقة الهبوط. وفي بطولة كأس المجر خرج كابوسفار من أول مرحلة عندما خسر من غيور تورنا أوزتالي 1-3 في مجموع المباراتين. وفي بطولة كأس دوري المجر احتل كابوسفار المركز الخامس في المجموعة الثانية برصيد 10 نقاط بفارق 7 نقاط عن صاحب المركز الثاني المؤهل إلى الدور النصف النهائي.
في 1 يوليو 2010 انتقل أيلتون جونيور من كابوسفار إلى فيرينتسفاروشي المجري في صفقة انتقال حر. في موسمه الأول 2010-2011 وفي بطولة البطولة الوطنية المجرية 2010–11 لعب أيلتون جونيور 16 مباراة من أصل 30 مباراة ليساهم في احتلال فيرينتسفاروشي المركز الثالث برصيد 50 نقطة بفارق 11 نقطة عن البطل فيديوتون وبالتالي تأهل للمشاركة في دوري أوروبا في الموسم التالي. وفي بطولة كأس المجر خرج فيرينتسفاروشي من أول مرحلة عندما خسر من سيوفوك 3-4 في مجموع المباراتين. وفي بطولة كأس دوري المجر احتل فيرينتسفاروشي المركز الثاني في المجموعة الثالثة برصيد 6 نقاط وبالتالي خرج من منافسات البطولة.
في موسمه الثاني والأخير 2011-2012 وفي بطولة البطولة الوطنية المجرية 2011–12 تراجع مستوى فيرينتسفاروشي مع أيلتون جونيور (على الرغم من مشاركته في 25 مباراة) حيث احتل المركز الحادي عشر برصيد 34 نقطة. وفي بطولة كأس المجر ساهم في وصول فيرينتسفاروشي إلى الدور الثمن النهائي حيث خسر من بيكيسكسابا بقاعدة أفضل الأهداف خارج الأرض حيث تعادلا 2-2 في مجموع المباراتين. وفي بطولة كأس دوري المجر احتل فيرينتسفاروشي المركز الرابع الأخير في المجموعة الثانية برصيد نقطة واحدة وبالتالي خرج من منافسات البطولة.
في 24 يوليو 2012 انتقل أيلتون جونيور من فيرينتسفاروشي إلى أزال الأذربيجاني (حاليا تم تغيير اسم النادي إلى شوفالان) في صفقة انتقال حر. في موسمه الأول 2012-2013 وفي بطولة دوري أذربيجان الممتاز 2012–13 ساهم أيلتون جونيور في احتلال أزال المركز السابع برصيد 29 نقطة وبالتالي تأهل إلى دوري البقاء حيث احتل المركز السابع في النهاية برصيد 57 نقطة. وفي بطولة كأس أذربيجان 2012–13 ساهم في وصول أزال إلى الدور الثمن النهائي حيث خسر من سيمورق 0-1.
في موسمه الثاني والأخير 2013-2014 وفي بطولة دوري أذربيجان الممتاز 2013–14 ساهم أيلتون جونيور في احتلال أزال المركز الثامن برصيد 31 نقطة بفارق 9 نقاط عن منطقة الهبوط. وفي بطولة كأس أذربيجان ساهم في وصول أزال إلى الدور الثمن النهائي حيث خسر من قره باغ 0-1.
في 1 يوليو 2014 انتقل أيلتون جونيور من أزال إلى النجمة البحريني في صفقة انتقال حر. في موسمه الأول 2014-2015 ففي بطولة دوري الدرجة الأولى ساهم أيلتون جونيور في احتلال النجمة المركز الثالث. وفي بطولة كأس ملك البحرين 2015 ساهم في وصول النجمة إلى الدور الربع النهائي حيث خسر من البسيتين 1-5.
في موسمه الثاني 2015-2016 وفي بطولة دوري الدرجة الأولى ساهم أيلتون جونيور في صعود النجمة إلى الدوري الممتاز بعدما احتل النجمة المركز الثاني برصيد 33 نقطة بفارق نتائج المواجهات المباشرة مع الثالث الاتحاد الذي تساوى معه بنفس الرصيد من النقاط. وفي بطولة كأس ملك البحرين 2016 ساهم في وصول النجمة إلى الدور النصف النهائي حيث خسر من المحرق 1-6.
في موسمه الثالث والأخير 2016-2017 وفي بطولة الدوري البحريني الممتاز 2016–17 ساهم أيلتون جونيور في تثبيت أقدام النجمة بين الكبار عندما احتل المركز الثامن برصيد 17 نقطة بفارق نقطة واحدة عن منطقة الهبوط. وفي بطولة كأس ملك البحرين خرج من المباراة الأولى عندما خسر من الرفاع بركلات الترجيح في الدور الثمن النهائي.
في 1 أغسطس 2017 انتقل أيلتون جونيور من النجمة إلى البديع البحريني في الدرجة الأولى في صفقة انتقال حر. في موسمه الأول 2017-2018 ساهم أيلتون جونيور في تتويج البديع ببطولة دوري الدرجة الأولى بعدما تصدر الترتيب برصيد 43 نقطة بفارق 3 نقاط عن وصيفه الحالة وصعدا معا إلى الدوري الممتاز ونتيجة لذلك حقق أيلتون جونيور أولى بطولاته الشخصية. وفي بطولة كأس ملك البحرين خرج البديع من المرحلة الأولى عندما خسر من الحالة 1-2 في مجموع المباراتين في الدور الثمن النهائي.
في موسمه الثاني 2018-2019 وفي بطولة الدوري البحريني الممتاز 2018–19 لم يستطع أيلتون جونيور منع البديع من العودة سريعا إلى الدرجة الأولى عندما البديع المركز التاسع برصيد 15 نقطة بفارق 4 نقاط عن منطقة الأمان. وفي بطولة كأس ملك البحرين 2018–19 خرج البديع من المرحلة الأولى عندما خسر من المحرق 1-3 في مجموع المباراتين في الدور الثمن النهائي. وفي بطولة كأس الاتحاد البحريني اكتفى البديع بالحتلال المركز الرابع في المجموعة الثالثة برصيد 5 نقاط وبالتالي الفشل في التأهل إلى الدور النصف النهائي.
في موسمه الثالث 2019-2020 وفي بطولة دوري الدرجة الأولى ساهم أيلتون جونيور في احتلال البديع المركز الثاني برصيد 38 نقطة بفارق المواجهات المباشرة عن صاحب المركز الثالث البحرين وبالتالي صعد إلى الدوري الممتاز. وفي بطولة كأس ملك البحرين خرج البديع من المرحلة الأولى عندما خسر من المنامة 0-1 في مجموع المباراتين في الدور الثمن النهائي. وفي بطولة كأس الاتحاد البحريني احتل البديع المركز الثالث في المجموعة الأولى برصيد 6 نقاط وبالتالي فشل في التأهل إلى الدور النصف النهائي.
في موسمه الرابع 2020-2021 وفي بطولة الدوري الممتاز ساهم أيلتون جونيور في تثبيت البديع بين الكبار عندما احتل البديع المركز السابع برصيد 17 نقطة بفارق نقطتين عن منطقة الهبوط. وفي بطولة كأس ملك البحرين خرج البديع من مباراته الأولى بعدما خسر من الرفاع الشرقي 0-1. وفي بطولة كأس الاتحاد البحريني احتل البديع المركز الثاني في المجموعة الرابعة برصيد 6 نقاط بفارق الأهداف عن المتصدر النجمة وبالتالي فشل في التأهل إلى الدور النصف النهائي.
في موسمه الخامس 2021-2022 وفي بطولة دوري الدرجة الممتازة ساهم في احتلال فريقه المركز الثامن برصيد 17 نقطة من 18 مباراة فانتقل إلى دوري الهبوط الرباعي حيث احتل المركز الثالث برصيد 4 نقاط من 3 مباريات بفارق 4 نقاط عن منطقة الهبوط. وفي بطولة كأس ملك البحرين خرج فريقه من الجولة الأولى عندما خسر من الخالدية بركلات الترجيح. وفي بطولة كأس الاتحاد البحريني ساهم في وصول فريقه إلى الدور النصف النهائي عندما خسر من المحرق 0-1.

## الألقاب والجوائز

### الأندية
- البديع
  - دوري الدرجة الأولى (1): 2017-2018

## إحصائيات المسيرة الرياضية
آخر تحديث 6 مايو 2014.
| الموسم              | النادي             | الدوري                  | الدوري    | الدوري  | الكأس        | الكأس        | كأس الدوري | كأس الدوري | أخرى      | أخرى    | Total     | Total   | Total   |
| الموسم              | النادي             | الدوري                  | المباريات | الأهداف | المباريات    | الأهداف      | المباريات  | الأهداف    | المباريات | الأهداف | المباريات | الأهداف |         |
| المجر               | المجر              | المجر                   | الدوري    | الدوري  | كأس المجر    | كأس المجر    | كأس الدوري | كأس الدوري | أوروبا    | أوروبا  | المجموع   | المجموع | المجموع |
| ------------------- | ------------------ | ----------------------- | --------- | ------- | ------------ | ------------ | ---------- | ---------- | --------- | ------- | --------- | ------- | ------- |
| 2010–11             | فيرينتسفاروشي      | البطولة الوطنية المجرية | 16        | 0       | 1            | 0            | 1          | 0          | -         | -       | 18        | 0       |         |
| 2010-11             | رديف فيرينتسفاروشي | دوري الدرجة الثانية     | 9         | 0       | 0            | 0            | -          | -          | -         | -       | 9         | 0       |         |
| 2011–12             | فيرينتسفاروشي      | البطولة الوطنية المجرية | 25        | 0       | 4            | 0            | 1          | 0          | 4         | 0       | 34        | 0       |         |
| دوري الدرجة الثانية | رديف فيرينتسفاروشي | دوري الدرجة الثانية     | 1         | 0       | 0            | 0            | -          | -          | -         | -       | 1         | 0       |         |
| أذربيجان            | أذربيجان           | أذربيجان                | الدوري    | الدوري  | كأس أذربيجان | كأس أذربيجان | كأس الدوري | كأس الدوري | أوروبا    | أوروبا  | المجموع   | المجموع | المجموع |
| 2012–13             | أزال               | دوري أذربيجان الممتاز   | 27        | 0       | 1            | 0            | -          | -          | -         | -       | 28        | 0       |         |
| 2013–14             | أزال               | دوري أذربيجان الممتاز   | 28        | 0       | 1            | 0            | -          | -          | -         | -       | 29        | 0       |         |
| المجموع             | المجر              | المجر                   | 51        | 0       | 4            | 0            | 2          | 0          | 4         | 0       | 65        | 0       |         |
| المجموع             | أذربيجان           | أذربيجان                | 55        | 0       | 2            | 0            | 0          | 0          | 0         | 0       | 57        | 0       |         |
| المجموع             | المجموع            | المجموع                 | 106       | 0       | 6            | 0            | 2          | 0          | 4         | 0       | 122       | 0       |         |